# Алагулово
Алагулово (рос. Аллагулово) — село в Мелекеському районі Ульяновської області Російської Федерації.
Населення становить 508 осіб. Входить до складу муніципального утворення Леб'яжинське сільське поселення.

## Історія
Від 2004 року входить до складу муніципального утворення Леб'яжинське сільське поселення.

## Населення
| 2010 |
| ---- |
| 508  |